# Гарольд Дімке
Гарольд Дімке (нім. Harold Dimke, 21 листопада 1949) — німецький академічний веслувальник.
Бронзовий призер Олімпійських Ігор 1972 року в складі вісімки.
Срібний призер Чемпіонату Європи 1971 року в складі розпашної четвірки зі стерновим.